# Diferencijalna geometrija
Diferencijalna geometrija je matematička disciplina koja se bavi izučavanjem geometrijskih svojstava prostora na kojima se mogu primenjivati metode diferencijalnog računa, integralnog računa, linearne algebre i multilinearne algebre u izučavanju geometrijskih problema. Primeri takvih prostora su glatke mnogostrukosti, glatke orbistrukosti, stratificirane mnogostrukosti i slično. Teorija ravnih i prostornih krivih i površina u trodimenzionalnom Euklidskom prostoru osnova je za razvoj diferencijalne geometrije tokom 18. i 19. veka.
Od kraja 19. veka diferencijalna geometrija je prerasla u polje koje se generalno odnosi na geometrijske strukture na diferecijabilnim mnogostrukostima. Diferencijalna geometrija je usko povezana sa diferencijalnom topologijom i geometrijskim aspektima teorije diferencijalnih jednačina. Diferencijalna geometrija površina obuhvata mnoge ključne ideje i tehnike koje su endemične ovom polju.

## Istorija razvoja
Diferencijalna geometrija je nastala i razvijala se kao rezultat i u kontekstu matematičke analize krivih i površina. Matematička analiza krivih i površina razvijena je kako bi odgovorilo na neka provokativna i neodgovorena pitanja koja su se pojavila u kalkulusu, poput razloga za odnose između složenih oblika i krivih, nizova i analitičkih funkcija. Ova neodgovorena pitanja ukazivala su na veće skrivene veze.
Smatra se da je generalnu ideju prirodnih jednačina za dobijanje krivih iz lokalne zakrivljenosti prvi razmatrao Leonard Ojler 1736. godine, a mnogi primeri sa prilično jednostavnim ponašanjem proučavani su tokom 1800-ih.
Kada je utvrđeno da su krive, površine zatvorene krivama i tačke na krivama kvantitativno i generalno povezane matematičkim oblicima, formalno proučavanje prirode krivih i površina postalo je polje proučavanja samo po sebi. To je bilo pospešeno Monžovim radom iz 1795. godine, kao i Gausovim objavljivanjem njegove publikacije pod naslovom „Disquisitiones Generales Circa Superficies Curvas”, u časopisu Commentationes Societatis Regiae Scientiarum Gottingesis Recentiores 1827. godine.
Prvobitno primenjena na Euklidski prostor, dodatna istraživanja dovela su do neeuklidskog prostora, metričkog i topoloških prostora.

## Grane

### Rimanova geometrija
Rimanske geometrijske studije Rimanovih mnogostrukosti, glatkih mnogostrukosti sa Rimanskom metrikom. Ovo je koncept rastojanja izražen glatkim pozitivno definisanim simetrično bilinearnim oblikom definisanim u tangencijalnom prostoru u svakoj tački. Rimanova geometrija generalizuje Euklidsku geometriju na prostore koji nisu nužno ravni, mada oni još uvek infinitezimalno nalikuju na Euklidov prostor u svakoj tački, i.e. u prvom redu aproksimacije. Različiti koncepti zasnovani na dužini, kao što su dužina luka krivih, površina ravninskih područja i zapremina čvrstih tela, imaju prirodne analoge u Rimanovoj geometriji. Pojam usmerenog derivata funkcije iz multivarijabilnog računa je u Rimanovoj geometriji proširen na pojam kovarijantnog derivata tenzora. Mnogi koncepti i tehnike analize i diferencijalne jednačine su uopšteni na postavke Rimanovih mnogostrukosti.
Difeomorfizam koji se očuvava na rastojanjima između Rimanovih mnogostrukosti naziva se izometrija. Taj se pojam može definisati i lokalno, i.e. za mala susedstva tačaka. Bilo koje dve regularne krive su lokalno izometrične. Međutim, teorema Egregium Karla Fridriha Gausa je pokazala da za površine postojanje lokalne izometrije nameće jake uslove kompatibilnosti njihovih metrika: Gausove zakrivljenosti na odgovarajućim tačkama moraju biti iste. U višim dimenzijama, Rimanov tenzor zakrivljenosti je važan invarijantno povezan u tačkama sa Rimanovom mnogostrukosti koja meri koliko je blizu da bi bila ravna. Važna klasa Rimanovih mnogostrukosti su Rimanovi simetrični prostori, čija zakrivljenost nije nužno konstantna. Oni su najbliži analozi „običnoj” ravni i prostoru koji se razmatraju u Euklidskoj i neeuklidskoj geometriji.

### Pseudo-Rimanova geometrija
Pseudo-Rimanova geometrija generalizuje Rimanovu geometriju do slučaja u kome metrički tenzor ne mora da bude pozitivno-definitivan. Specijalan slučaj toga je Lorencova mnogostrukost, koja je matematička osnova Ajnštajnove generalne relativističke teorije gravitacije.

### Finslerova geometrija
Finslerova geometrija sadrži Finslerove mnogostrukosti kao svoj glavni predmet izučavanja.Finsler 1918 To je diferencijalna mnogostrukost sa Finslerovom metrikom, odnosno Banačovom normom definisanom na svakom tangentnom prostoru. Rimanove mnogostrukosti su posebni slučajevi generalnijih Finslerovih mnogostrukosti. Finslerova struktura na mnogostrukosti M je funkcija F : TM → [0, ∞) takva da je:
1. F(x, my) = m F(x, y) za svako (x, y) u TM i svako m≥0,
2. F je beskonačno diferencijabilna u TM ∖ {0},
3. Vertikalni Hesijan od F2 je pozitivno konačan.

## Literatura
- Ethan D. Bloch (27. 6. 2011). A First Course in Geometric Topology and Differential Geometry. Springer Science & Business Media. ISBN 978-0-8176-8122-7.
- Burke, William L. (1985). Applied Differential Geometry.
- do Carmo, Manfredo (1976). Differential Geometry of Curves and Surfaces. ISBN 978-0-13-212589-5.
- do Carmo, Manfredo (1994). Riemannian Geometry.
- Frankel, Theodore (2004). The geometry of physics: an introduction (2nd изд.). ISBN 978-0-521-53927-2.
- Elsa Abbena; Simon Salamon; Alfred Gray (6. 9. 2017). Modern Differential Geometry of Curves and Surfaces with Mathematica. CRC Press. ISBN 978-1-351-99220-6.
- Kreyszig, Erwin (1991). Differential Geometry. ISBN 978-0-486-66721-8.
- Kühnel, Wolfgang (2002). Differential Geometry: Curves – Surfaces – Manifolds (2nd изд.). ISBN 978-0-8218-3988-1.
- McCleary, John (1994). Geometry from a Differentiable Viewpoint.
- Spivak, Michael (1999). A Comprehensive Introduction to Differential Geometry (5 Volumes) (3rd изд.).
- ter Haar Romeny, Bart M. (2003). Front-End Vision and Multi-Scale Image Analysis. ISBN 978-1-4020-1507-6.
- Berger, Marcel (2000), Riemannian Geometry During the Second Half of the Twentieth Century, University Lecture Series, 17, Rhode Island: American Mathematical Society, ISBN 0-8218-2052-4.
- Cheeger, Jeff; Ebin, David G. (2008), Comparison theorems in Riemannian geometry, Providence, RI: AMS Chelsea Publishing; Revised reprint of the 1975 original.
- Gallot, Sylvestre; Hulin, Dominique; Lafontaine, Jacques (2004), Riemannian geometry, Universitext (3rd изд.), Berlin: Springer-Verlag.
- Jost, Jürgen (2002), Riemannian Geometry and Geometric Analysis, Berlin: Springer-Verlag, ISBN 3-540-42627-2.
- Petersen, Peter (2006), Riemannian Geometry, Berlin: Springer-Verlag, ISBN 0-387-98212-4
- From Riemann to Differential Geometry and Relativity (Lizhen Ji, Athanase Papadopoulos, and Sumio Yamada, Eds.) Springer,  2017, XXXIV, 647 p.   978-3-319-60039-0
- Brendle, Simon; Schoen, Richard M. (2007), Classification of manifolds with weakly 1/4-pinched curvatures, Bibcode:2007arXiv0705.3963B, arXiv:0705.3963
- Benn, I.M.; Tucker, R.W. (1987), An introduction to Spinors and Geometry with Applications in Physics (First published 1987 изд.), Adam Hilger, ISBN 0-85274-169-3
- Bishop, Richard L.; Goldberg, Samuel I. (1968), Tensor Analysis on Manifolds (First Dover 1980 изд.), The Macmillan Company, ISBN 0-486-64039-6
- Chen, Bang-Yen (2011), Pseudo-Riemannian Geometry, [delta]-invariants and Applications, World Scientific Publisher, ISBN 978-981-4329-63-7
- O'Neill, Barrett (1983), Semi-Riemannian Geometry With Applications to Relativity, Pure and Applied Mathematics, 103, Academic Press, ISBN 9780080570570
- Vrănceanu, G.; Roşca, R. (1976), Introduction to Relativity and Pseudo-Riemannian Geometry, Bucarest: Editura Academiei Republicii Socialiste România
- Antonelli, Peter L., ур. (2003), Handbook of Finsler geometry. Vol. 1, 2, Boston: Kluwer Academic Publishers, ISBN 978-1-4020-1557-1, MR 2067663
- Bao, David; Chern, Shiing-Shen; Shen, Zhongmin (2000). An introduction to Riemann–Finsler geometry. Graduate Texts in Mathematics. 200. New York: Springer-Verlag. ISBN 0-387-98948-X. MR 1747675. doi:10.1007/978-1-4612-1268-3.
- Cartan, Élie (1933), „Sur les espaces de Finsler”, C. R. Acad. Sci. Paris, 196: 582—586, Zbl 0006.22501
- Chern, Shiing-Shen (1996), „Finsler geometry is just Riemannian geometry without the quadratic restriction” (PDF), Notices of the American Mathematical Society, 43 (9): 959—63, MR 1400859
- Finsler, Paul (1918), Über Kurven und Flächen in allgemeinen Räumen, Dissertation, Göttingen, JFM 46.1131.02 (Reprinted by Birkhäuser (1951))
- Rund, Hanno (1959). The differential geometry of Finsler spaces. Die Grundlehren der Mathematischen Wissenschaften. 101. Berlin–Göttingen–Heidelberg: Springer-Verlag. ISBN 978-3-642-51612-2. MR 0105726. doi:10.1007/978-3-642-51610-8.
- Shen, Zhongmin (2001). Lectures on Finsler geometry. Singapore: World Scientific. ISBN 981-02-4531-9. MR 1845637. doi:10.1142/4619.

## Spoljašnje veze
- Hazewinkel Michiel, ур. (2001). „Differential geometry”. Encyclopaedia of Mathematics. Springer.  978-1556080104.
- Hazewinkel Michiel, ур. (2001). „Finsler space, generalized”. Encyclopaedia of Mathematics. Springer.  978-1556080104.